# Ale Jarok
Ale Jarok (עלה ירוק, „Zielony Liść”) – ultraliberalna partia polityczna w Izraelu. Swoją polityczną platformę buduje na legalizacji hodowli konopi, palenia marihuany i haszyszu, promowaniu ekologicznego stylu życia, przestrzegania praw człowieka, legalizacji prostytucji, hazardu i małżeństw homoseksualnych. Ale Jarok ma na razie marginalne znaczenie, nie udało im się przekroczyć progu wyborczego w wyborach z 2006 r.